# Rácz János (színművész)
Rácz János (Budapest, 1973. –) magyar színész.

## Életpályája
Középiskolás korában 1989 és 1991 között Rock Színház Stúdiójában került kapcsolatba a színházművészettel. 1993-tól a Nemzeti Színi Akadémiának (Nemzeti Színház Színiakadémia) növendéke volt. Peremartoni Krisztina és Bodolay Géza osztályában végzett 1996-ban. Akadémistaként a Nemzeti Színház és a Várszínház előadásaiban szerepelt. 1997-től, Beke Sándor hívására szerződött Egerbe, 2024-ig az Gárdonyi Géza Színház társulatának tagja volt. Rendszeresen játszik a salgótarjáni Zenthe Ferenc Színházban is. 2024-től a Miskolci Nemzeti Színház színésze.

## Fontosabb színházi szerepei
- Emmet Lavery: Az Úr katonái... Sierra José Maria
- Vajda Katalin – Luigi Magni – Bernardino Zapponi: Legyetek jók, ha tudtok!... Fülöp atya
- William Shakespeare: Szentivánéji álom... Tetősi
- William Shakespeare: A tél meséje... Böhönc, az öreg pásztor fia
- William Shakespeare: Ahogy tetszik... Vili, paraszt, Juci imádója
- William Shakespeare: Rómeó és Júlia... Péter, a Dajka szolgája
- William Shakespeare: Amit akartok... Sir Tóbi
- Heinrich von Kleist: Az eltört korsó... Licht, írnok
- Carlo Goldoni: Két úr szolgája... Truffaldino
- Friedrich Dürrenmatt: Az öreg hölgy látogatása... Orvos
- Friedrich Dürrenmatt: Fizikusok... Richard Voss, Detektívfelügyelő
- Bertolt Brecht: Koldusopera... Filch
- George Bernard Shaw: Szent Johanna... Courcelles
- Molière: Tudós nők... Klitander, Henriette széptevője
- Anton Pavlovics Csehov – Michael Frayn: Vadméz... Porfirij Szemjonovics Glagoljev, földbirtokos
- Mihail Afanaszjevics Bulgakov: A Mester és Margarita... Nyikolaj Ivanovics, szomszéd
- Mihail Afanaszjevics Bulgakov: Iván, a rettentő... Spak Anton Szemjonovics; Íródeák
- Lev Nyikolajevics Tolsztoj: Anna Karenina... Jasvin
- Alekszandr Nyikolajevics Osztrovszkij: Erdő... Szomorov
- Makszim Gorkij: Éjjeli menedékhely... Golyvás
- Sławomir Mrożek: Tangó... Eugéniusz, (Eugénia) öccse
- Gabriel García Márquez: Száz év magány... Második José Arcadio
- Luigi Pirandello: IV. Henrik... Dionisio Genoni, az orvos
- Oscar Wilde: Bunbury... Chasuble tiszteles
- Brandon Thomas: Charley nénje... Lord Frank Babberley, oxfordi diák
- Peter Shaffer: Black Comedy... Schuppanzigh
- Georges Feydeau: A hülyéje... Jean
- Jules Verne: 80 nap alatt a Föld körül... Passepartout
- Bródy Sándor: A tanítónő... Öreg Nagy István
- Móricz Zsigmond: Rokonok... Menyus
- Móricz Zsigmond: Nem élhetek muzsikaszó nélkül... Balázs, nyíri birtokos
- Móricz Zsigmond – Kocsák Tibor – Miklós Tibor: Légy jó mindhalálig... Báthory tanár úr
- Gárdonyi Géza: Annuska... Lukács, szabó
- Gárdonyi Géza: Egri csillagok... Sárközi
- Molnár Ferenc: A Pál utcai fiúk... Weisz
- Örkény István: Kulcskeresők... szereplő
- Ébert Tibor: Bartók... Parasztfiú, Osztálytárs, Tanú
- Horváth Péter: Kerti mulatság avagy írók a fogason... Labdák Kara
- Csemer Géza – Szakcsi Lakatos Béla: Cigánykerék... Spenót, a Lord
- Moravetz Levente: A fejedelem... Emil
- Gádor Béla: Otelló Gyulaházán... Hrancsák, az ügyelő
- Bacsó Péter: Te rongyos élet... Jani, a fodrász
- Zsótér Sándor: Elkéstél, Terry!... Grenz
- Rákos Péter: Mumus... Marci
- Kőrösi Zoltán: Galambok... Postás
- Pozsgai Zsolt: Balatoni rege... Drágfi
- Márton László: A törött nádszál... Ferhát, temesvári pasa
- Márton László: Az állhatatlan... Uchanski Arnulf, lengyel követ
- Farkas Ferenc: Csínom Palkó... Ignác, mézeskalácsos/Piperec báró
- Békeffi István – Lajtai Lajos – Szenes Iván: A régi nyár... Trafina, Mária szegény rokona
- Békeffi István – Fényes Szabolcs: Rigó Jancsi... Lajos
- Kálmán Imre: Montmartre-i ibolya... Spaghetti (végrehajtó)
- Huszka Jenő: Lili bárónő... Báró Malomszeghy
- Huszka Jenő: Gül Baba... Zülfikár
- Lehár Ferenc: Luxemburg grófja... Sir Basil, Ugaranda kormányzója
- Ábrahám Pál: Bál a Savoyban... Celesztin Fourmint, ügyvéd
- Ábrahám Pál: 3:1 a szerelem javára... Csöpi
- Eisemann Mihály – Zágon István – Somogyi Gyula: Fekete Péter... M. Chineau
- Zerkovitz Béla – Szilágyi László: Csókos asszony... Kubanek
- Tim Rice - Andrew Lloyd Webber: József és a színes, szélesvásznú álomkabát... Pohárnok
- Leonard Bernstein: West Side Story... Tiger
- Galt Macdermot – James Rado – Gerome Ragni: Hair... Steve
- Richard Rodgers – Oscar Hammerstein II.: A muzsika hangja... Max Detweiler
- Déry Tibor – Pós Sándor – Presser Gábor – Adamis Anna: Képzelt riport egy amerikai popfesztiválról...Frantisek
- Horváth Péter – Presser Gábor – Sztevanovity Dusán: A padlás... Lámpás, szellem, 670 éves
- Nagy Tibor - Pozsgai Zsolt – Bradányi Iván: A kölyök... Chaplin, csavargó
- Lionel Bart: Oliver!... Mr. Sowerberry, koporsókészítő
- Böhm György – Horváth Péter – Korcsmáros György – Dés László – Nemes István: Valahol Európában... Levente oktató
- Joseph Stein – Sólem Aléchem – Jerry Bock: Hegedűs a háztetőn... Mendel, a rabbi fia
- Alan Alexander Milne: Micimackó... Nyuszi
- E. T. A. Hoffmann: Diótörő... Kék egér (kék)
- Maurice Maeterlinck: A kék madár... Kakas
- Szőke Andrea: Mese a fiókból... Radesz Karesz, a túlfűtött radír
- Lázár Ervin: A legkisebb boszorkány... Sárkány; Koldus
- Fésűs Éva: A palacsintás király... Csöröge, az udvari bolond
- Thuróczy Katalin: Mátyás mesék... Holló
- Paul Pörtner: Hajmeresztő... Tony Whitcomb, a Hayas Hajmeresztő szalon tulajdonosa
- Siegfried Geyer: Gyertyafénykeringő... Gaston
- Paul Claudel: A selyemcipő... Don Pélage (Daibutsu, a Japán)
- Arnold Wesker: A konyha... Dimitri
- Mike Packer: Card Boys – Maradjon minden a régiben... Danny
- Charlotte Jones: Emésztő tűz... James; Arthur
- Willy Russell: Vértestvérek... Sammy

## Filmek, tv
- Mula-tó (sorozat)... Rezső, főpincér (2014)
- Ízig-vérig (sorozat, 2019)... Jocó

## Díjak, elismerések
- Soós Imre-díj (2004)
- Vastaps-díj
- Zenthe-díj